# Стегосаур
Стегосаур је живео крајем периода Јуре. У 2006. години, примерак стегосаура је пронађен у Португалу, што је значило да су били присутни и у Европи. Због свог препознатљивог репа и бодљи, стегосаур је један од најпрепознатљивијих диносауpуса заједно са траносаурусом, трицератопсом и апатосауром. Име стегосаур значи „гуштер-кров“ (Грчки στέγος-, стегос- „кров“ и σαῦρος, -саурос"гуштер"). Живели су пре око 155 до 145 милиона година у подручју у коме су доминирали огромни сауроподи као што су Диплодокус, Камаросаур и Аптосаур. Стегосауруси су често били плен месождерима као што су алосаурус и цератосаурус. Имао је најманји мозак међу до сада откривеним диносаурусима. Научници су сматрали да има још један мозак у ногама, који је покретао други део тела. Ово је највећи пронађени диносаурус из породице стегосауридеа.

## Изглед
Тело му је било просечне дужине од око 9 метара, био је висок око 4 метра. Тело му је било прекривено крљуштима. Дуж повијених леђа имао је два реда коштаних плоча. Ове плоче вероватно су имале функцију да му одржавају температура. Када би се осетио у опасности плоче би се пуниле крвљу и плашиле непријатеља. Плоче су код женки бие манје и троугласте, док су мужјаци имали четвороугаоне. Такође, имао је два пара коштаних бодлји на репу са којима се бранио од месождера.предње ноге су му биле у висини главе, док су заднје биле знатно више поставлене.

## Откриће и историја
Stegosaurus, један од многих диносауруса који су први пут прикупљени и описани у Ратовима костију, првобитно је именовао Отниел Чарлс Марш 1877. године, по остацима пронађеним северно од Морисона у Колораду. Ове прве кости постале су холотип врсте Stegosaurus armatus. Марш је у почетку веровао да су то остаци водене животиње сличне корњачи, и основа за њено научно име, 'кровни гуштер' проистекла је из његовог раног веровања да су плоче лежале равно преко леђа животиње, преклапајући се попут шиндре (црепа) на крову. У наредних неколико година пронађено је богатство материјала о роду Stegosaurus, и Марш је од 1877. до 1897. објавио неколико радова о роду. Године 1878. Едвард Дринкер Коуп назвао је Hypsirhophus discurus, као још једног стегосаура заснованог на фрагментарним фосилима из Коуповог каменолома 3 у близини локације „Коуп нипл” у Гарден Парку, Колорадо. Многи каснији истраживачи су сматрали да је Hypsirhophus синоним за Stegosaurus, иако је Петер Галтон (2010) сугерисао да се он разликује на основу разлика у пршљенима.
Марш је 1879. именовао другу врсту, Stegosaurus ungulatus, и коначно дао детаљнији опис свих фосила рода Stegosaurus прикупљених до тада следеће године. Године 1881, назвао је трећу врсту Stegosaurus „affinis”, само на бази кости кука. Опште је прихваћено да је ова врста неадекватно описана, те је стога nomen nudum (име које нема формални опис). Узорак је касније изгубљен. Марш је наставио са прикупљањем и испитивањем нових примерака рода Stegosaurus, а 1887. је именовао три нове врсте: Stegosaurus stenops, S. duplex, и S. sulcatus. Иако још није био потпуно припремљен, готово комплетан и артикулисан типски примерак Stegosaurus stenops омогућио је Маршу да доврши први покушај реконструисаног скелета из рода Stegosaurus. Ову прву реконструкцију, S. ungulatus са недостајућим деловима попуњеним из S. stenops, објавио је Марш 1891. (Године 1893, Ричард Лајдекер је грешком поново објавио Маршов цртеж под ознаком Hypsirhophus).
Следећа врста стегосауруса је добила име је S. marshi, по предлогу Фредерика Лукаса из 1901. године. Лукас је касније те године ову врсту поново класификовао у нови род Hoplitosaurus. Лукас је такође преиспитао питање изгледа стегосаура, дошавши до закључка да су плоче биле поређане у парове у два реда дуж леђа, распоређене изнад подножја ребара. Лукас је изнајмио Чарлса Р. Најта да изведе живу рестаурацију S. ungulatus на основу његове нове интерпретације. Међутим, следеће године Лукас је написао да сада верује да су плоче вероватно биле причвршћене у размакнутим редовима. Године 1910. Ричард Свон Лал је написао да је наизменични образац који је уочен код S. stenops вероватно настао због померања скелета након смрти. Он је водио изградњу првог скелетног модела стегосаура у Природњачком музеју Пибоди, који је приказан са упареним плочама. Године 1914. Чарлс Гилмор се противио Лаловој интерпретацији, напомињући да је неколико примерака S. stenops, укључујући сада потпуно припремљени холотип, сачувало плоче у наизменичним редовима близу врха леђа, те да нема доказа да су плоче биле померене у односу на тело током фосилизације. Гилморова и Лукасова интерпретација постала је општеприхваћени стандард, и Лалов модел у музеју Пибоди је промењен да би то одражавао 1924.
Стегосаур Софи је најкомплетнији фосилни примерак рода Stegosaurus. То је млада одрасла идивидуа неодређеног пола, дугачка 5,6 m (18 ft) и висока 2,9 m (9,5 ft). Узорак, који је пронађен у Вајомингу, 85% је нетакнут и садржи 360 костију. Он је био изложена је у Природњачком музеју у Лондону у децембру 2014.

### Врсте
Многе од првобитно описаних врста од тада се сматрају неважећим или синонимима за раније именоване врсте, што оставља две добро познате и једну слабо познату врсту. Потврђени остаци стегосауруса пронађени су у стратиграфским зонама 2–6 формације Морисон, са додатним остацима који се могу односити на стегосауруса ескавираним из стратиграфске зоне 1.
- , што значи „копитарски кровни гуштер”, именовао је Марш 1879. године,[11] по остацима пронађеним у Комо Блуфу у Вајомингу (каменолом 12, у близини Роберовог Руста).[9] Могуће је да је синониман за S. stenops.[12] Са 9 m (29,5 ft) дужине, била је најдужа врста у роду Stegosaurus. Фрагментарни примерак стегосаура откривен у Португалу који датира из горње кимеридгијске - доње титонске фазе је провизионо приписан овој врсти.[13] Stegosaurus ungulatus се може разликовати од S. stenops по присуству дужих стражњих удова, пропорционално мањих, шиљатијих плоча са широким основом и уским врховима и по неколико малих, равних плоча налик на кичму непосредно пре шиљака на репу. Сматра се да су ове плоче налик на кичму биле упарене, због присуства најмање једног пара који је идентичан, али пресликан. Изгледа да је S. ungulatus такође имао дуже ноге (бедрене кости) и кости кукова од других врста. Типски примерак S. ungulatus откривен је са осам шиљака, иако су они били разбацани даље од својих првобитних положаја. Они су често тумачени као показатељи да је животиња имала четири пара репних шиљака. Нису пронађени примерци са комплетним или зглобним скуповима репних шиљака, нити су пронађени додатни примерци са очуваних осам шиљака заједно. Могуће је да је додатни пар шиљака дошао од друге индивидуе, и иако нису пронађене друге додатне кости са узорком, оне се можда могу пронаћи ако се на изворној локацији изврше додатна копања.[4]Узорци из других каменолома (као што је реп из каменолома 13, који сада чини део композитног скелета AMNH 650 у Америчком природњачком музеју), који се на основу њихових назубљених репних пршљенова називају S. ungulatus, сачувани су са само четири репни шиљка.[9] Типски примерак S. ungulatus (YPM 1853) уграђен је у први икад монтирани костур стегосауруса у Природњачком музеју Пибоди 1910. године од стране Ричарда Свона Лала. У почетку је био монтиран са упареним плочама постављеним широм, изнад основе ребара, али је поново постављен 1924. године са два размакнута низа плоча дуж средње линије леђа.[5] Додатни примерци које је из истог каменолома извадио Национални природњачки музеј Сједињених Држава, укључујући репне пршљенове и додатну велику плочу (USNM 7414), који припадају истој индивидуи као и YPM 1853.[4]

- , што значи „кровни гуштер уског лица”, именовао је Марш 1887. године.[14] Овај холотип је прикупио Маршал Фелч у Гарден парку, северно од града Кањон Сити у Колораду 1886. Ово је најпознатија врста стегосауруса, углавном зато што његови остаци укључују најмање један комплетан зглобни костур. Имао је пропорционално велике, широке плоче и заобљене репне плоче. Зглобни примерци показују да су плоче биле распоређене наизменично у двоструком низу. S. stenops је познат из најмање 50 делимичних скелета одраслих и малолетника, једне потпуне лобање и четири делимичне лобање. Он је био је краћи од осталих врста, на 7 m (23 ft). Пронађен у формацији Морисон, Колорадо, Вајоминг и Јути.[15]
- , што значи „браздасто кровни густер”, описао је Марш 1887. године на основу делимичног скелета.[14] Традиционално је сматранј синонимом S.&nbsp;armatus,[15] мада новије студије указују да није.[4] S. sulcatus се одликује углавном својим необично великим, избразданим шиљцима са веома великим основама. Шиљак повезан са типским узорком, за који се првобитно мислило да је реп, може у ствари потицати из рамена или кука, јер је његова база много већа од одговарајућих репних пршљенова. Преглед који су Мајдмент и колеге објавили 2008. године сматрао га је неодређеном врстом која вероватно уопште не припада стегосауру, већ другом роду.[16][17] Петер Галтон је предложио да се треба сматрати валидном врстом због својих јединствених шиљака.[4]

Сузана Мајдмент и њене колеге су 2008. предложиле опсежне измене таксономије рода Stegosaurus. Они су се залагали за синонимизацију S.&nbsp;stenops и S.&nbsp;ungulatus са S.&nbsp;armatus, а спајање Hesperosaurus и Wuerhosaurus у стегосауруса, при чему су њихове типске врсте постале Stegosaurus mjosi and Stegosaurus homheni. Они су сматрали су S.&nbsp;longispinus дубиозним. Тако би њихово схватање Stegosaurus укључивало три ваљане врсте (S.&nbsp;armatus, S.&nbsp;homheni, и S.&nbsp;mjosi) и кретало би се од касне јуре Северне Америке и Европе до ране креде Азије. Међутим, ову класификациону шему нису пратили други истраживачи, а кладистичка анализа из 2017. године у коауторству Мајдментове са Томас Рејвеном одбацује синонимију Hesperosaurus са Stegosaurus. Мајдментова et al. су ревидирали свој предлог 2015. године, јер је Галтон прихватио S. armatus као nomen dubium и његову замену S. stenops као типску врсту.

## Галерија
- Rekonstrukcija izgleda stegosaurusa
- Стегосаурус на маркици Румуније